# 弩温答失里
弩温答失里（？—？），明朝哈密国忠顺王卜答失里之妻。瓦剌脱懽的女儿，也先的姐姐。其子倒瓦答失里、卜列革相继为王。
天顺四年（1460年）卜列革死后，她亲自主政。多次派使者朝贡明朝，成化初年，哈密被乜克力部癿加思兰攻破，弩温答失里率领部众避居苦峪（今甘肃省敦煌市东北），她派人向明朝告难。成化二年（1466年）回到哈密。次年明朝以原忠义王脱欢帖木儿外甥把塔木儿嗣位右都督，摄哈密王事。弩温答失里还是掌握实权，成化八年（1472年），哈密被吐鲁番汗国击破，弩温答失里被俘，部众还是逃到苦峪。成化十八年（1482年），罕慎克哈密，恢复故土。